# 고체물리학
고체물리학(固體物理學, Solid-state physics)은 고체의 성질에 대한 연구를 하는 물리학의 한 분과이다. 보다 큰 개념인 응집물질 물리학과 비슷한 개념으로 일컫는다. 고체물리학은 작은 미시 규모의 특성으로부터 어떻게 거시 규모의 고체물질의 특성이 나타나는지 연구하는 학문이다. 따라서 고체물리학은 신소재과학의 이론적인 토대 중 하나를 마련한다. 고체물리는 트랜지스터나 반도체 기술 분야에 직접적으로 응용되는 학문이다.

## 배경
고체재료들은 밀집된 공간에 격렬하게 상호작용하는 원자들로 이루어져 있다. 이러한 원자들 간의 상호작용으로 인해, 고체가 열, 전자기적, 광학적 특성을 가진다. 이러한 특성은 포함된 물질의 종류, 혹은 물질이 기하학적 규칙적인 패턴이나 불규칙적인 패턴을 가지는 조건에 따라 결정된다.
고체물리학에서의 벌크이론 및 연구는 결정 구조에 초점을 둔다. 결정 구조의 주기성을 띄는 원자들은 수학적인 모델을 가능하게 한다. 이처럼 결정 물질들은 공학적인 목적으로 활용될 수 있는 전기적, 자기적, 광학적, 역학적인 특성을 가진다.
고체 결정 내 원자들 간의 인력은 매우 다양한 형태를 가진다. 그 한가지 예로, 흔히 소금이라고 불리는 염화나트륨이 있다. 이 결정은 염소 이온과 나트륨 이온의 이온결합으로 이루어져 있다. 원자들은 또한 서로간에 전자를 공유하여 공유결합을 이루기도 한다. 금속에서는 금속 결합이 이루어지는데, 이는 전자들이 결정 구조 내에서 공유되는 것을 말한다. 마지막으로 비활성 기체는 어떠한 종류의 결합도 가지지 않는다. 고체 형태 내에서, 비활성 기체는 오로지 2개 분자의 전기적 쌍극자-쌍극자 상호작용에 의해 생기는 반 데르 발스 힘에 의해서만 발생한다. 고체의 특성의 차이는 바로 이러한 원자들간의 결합 방식에 따라 결정된다.

## 결정 구조와 특성

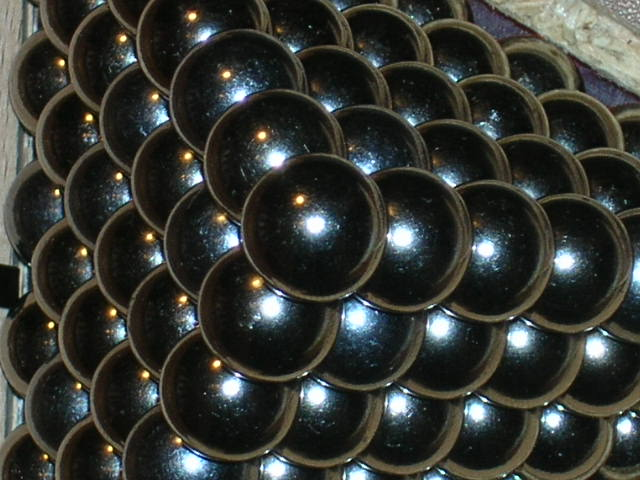
고체 격자구조의 예

많은 물질의 특성은 결정 구조에 의해 결정된다. 이러한 물질의 구조는 엑스선결정학, [./Https://en.m.wikipedia.org/wiki/Neutron_diffraction 중성자회절], 전자회절과 같은 결정학기술을 이용하여 연구된다. 실제 결정은 이상적인 구조로부터 결정의 결점이나 불규칙성으로 특징지어진다. 이러한 결정구조의 불규칙성은 실제 물질의 전기적, 기계적 특성이 달라지는 원인이 된다.
고체 내 결정 격자는 진동을 하는데, 이러한 진동은 마치 빛처럼 양자화되어 있다고 기술할 수 있다. 이런 양자화된 진동모드는 포논으로 알려져 있다. 포논은 실제로 존재하는 건 아니지만 고체 특성을 기술 하는데 있어 중요한 개념이다. 한 예로, 포논을 통하여 부도체의 열전도를 이해할 수 있다. 또한 포논은 아인슈타인 모델과 후기 드바이 모델을 통해 고체의 열용량을 이해하는 데 있어 필수적인 개념이기도 하다.
결정 고체 물질 내 개별 결정의 크기는 포함된 물질의 종류나, 결정이 형성된 시점에 따라 매우 다양하다. 우리 생활에서 늘 접하는 결정은 다결정이다. 다결정은 미시 규모에서 보면 개별 결정으로 보이나, 거시 규모에서는 자연적으로(예: 다이아몬드) 또는 인공적으로 형성될 수 있다.
실제 결정은 이상적 배열에서 결함이나 불규칙성을 보인다. 결함은 실제 물질에서 여러 전자기적 특성을 결정하는 데 있어 중요 요인이다.

## 전기적 특성
전기적 특성과 열용량과 같은 물질의 특성은 고체물리학을 연구하는 데 있어 중요한 분야이다. 전기적 특성을 조사하는 초기의 방법으로는 고체 내 전자에 운동에너지를 적용하여 푸는 드루드모델이 있다. 물질이 움직이지 않는 양이온과 상호작용하지 않는 '전자구름'으로 존재한다고 고전적으로 가정하는 드루드모델은 전기적 특성, 열용량, 홀 효과까지 설명할 수 있다. 하지만 드루드 모델은 전기적 열용량을 과도하게 추정하는 단점이 있다.
아르놀트 조머펠트는 자유 전자 모델 고전적인 드루드모델에 양자역학을 결부시켰다.(드루드-조머펠트 모델) 여기서 전자는 페르미 기체라고 가정하여 입자들이 양자역학의 페르미-디랙 통계를 만족하도록 기술하였다. 이러한 자유 전자 모델은 물질의 열용량에 대한 보다 진보된 결과를 도출해 냈다. 하지막 이 모델로는 부도체를 설명하기에는 역부족이었다.
근사 자유 전자 모델은 이러한 자유 전자 모델의 문제점을 보안하였다. 여기에는 섭동이론을 이용하여 고체 격자의 전도전자와 이온간 상호작용을 고려하였다. 이와 함께 띠구조론이 도입됨에 따라, 이 이론은 도체와 반도체 그리고 부도체의 존재까지 설명할 수 있었다.
근사 자유 전자 모델은 슈뢰딩거 방정식을 주기포텐셜에 대해서 재기술하게 했다. 블로호 파는 이러한 경우의 적절한 슈뢰딩거 방정식의 해가 된다. 블로호의 이론은 오직 주기포텐셜에 사용되기에 이 이론은 근사적인 경우에만 사용된다. 하지만 블로호의 이론은 아주 유용한 것으로 판명되었다.

## 연구 분야
- 소자 물리
- 반도체  물리
- 표면 물리

## 같이 보기
- 응집물질물리학
- 결정학

## 참고
- Kittel, Thermal physics (ISSP).
- Kittel, Introduction to Solid State Physics (ISSP). 학부 수준의 물리학 전공자들을 위한 입문서